# Burt's Bees
Burt's Bees（中國大陸譯小蜜蜂，臺灣譯蜜蜂爺爺）是美國個人護理產品製造商，為高樂氏(Clorox)公司之子公司，標榜為 「善待土地且自然的個人護理產品公司」，該公司製有關於個人護理、健康、美容及個人衛生之產品。截至2007年，他們生產超過197種產品，並可大致分類為面部和身體護膚、唇部護理、頭髮護理、嬰兒護理、男士梳妝和戶外療法。  
從那時起，他們自位於北卡羅來納州達勒姆的總部製造的產品便開始行銷於美國、英國、愛爾蘭、加拿大、澳大利亞、德國、香港和臺灣的近3萬家零售店，包括雜貨店和藥妝連鎖店。

## 外部連結
- 美國Burt's Bees （页面存档备份，存于）
- 台灣Burt's Bees （页面存档备份，存于）
- 香港Burt's Bees （页面存档备份，存于）